# Bosniak (Kỵ binh)

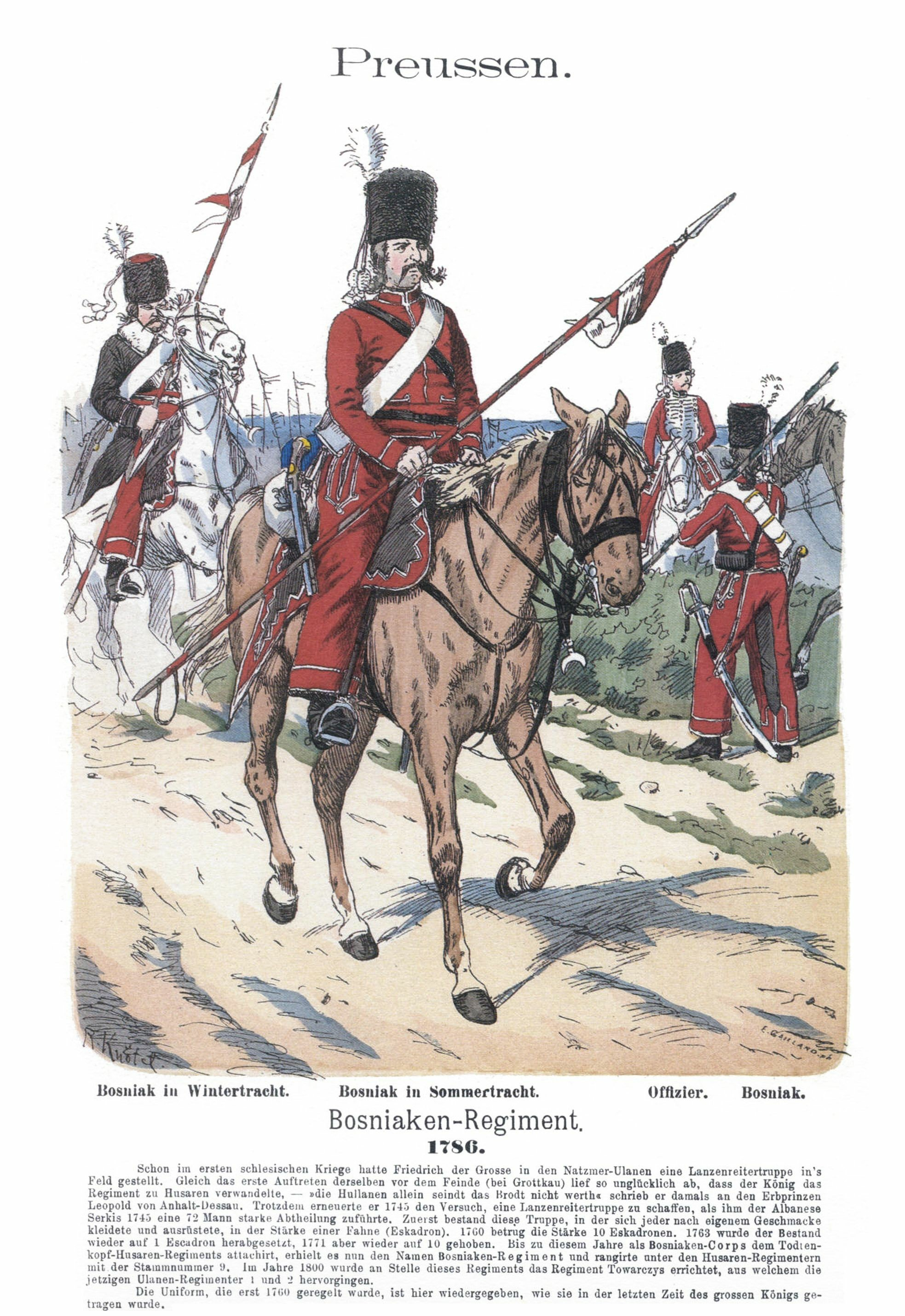
Preussisches Bosniaken-Regiment 1786

Bosniak là một đơn vị kỵ binh thuộc quân đội Phổ.